# Rába ETO Győr SE (teke)
A Rába ETO Győr SE tekeszakosztálya Győr tekecsapata, amely az NB I. Nyugati csoportjában szerepel.

## Története
A csapat elődje, a Győr-SZOL TC (Győr-SZOL Torna Club) 2012-ben alakult, volt elnöke Németh Gábor.
Nagyon sok híres játékos fordult meg a klubban, mint például Kakuk Levente, Budai Ádám, Danóczy Richárd, aki végül visszatért a csapathoz. A csapatot nagy részben Kristyán István edzette, aki 2022-ben hunyt el, helyét Danóczy Richárd vette át.
2023-ban megalakult a Rába ETO Győr SE, ahol az egyesület indított tekeszakosztályt, így a Győr-SZOL TC beleolvadt az egyesületbe.

## Pálya
A Rába ETO Győr SE tekeszakosztálya mérkőzéseit a Kristyán Zsuzsa Tekecsarnokban játssza. A pályát 2014-ben építette a német Pauly Kegelbahnen GmbH és a szlovák Zako cége a Győr-SZOL Zrt. közszolgáltató mellett. A pálya különlegessége, hogy a 2013-as zalaegerszegi vb-ről megmaradt 4 sávot telepítették ide, a másik 4 darabját 2020-ban Kaposváron állították fel az Investment Közutasok Kaposvári TK számára.
2021-ben Kristyán Zsuzsa nevére keresztelték át a pályát.